# Rhagada reinga
Rhagada reinga är en snäckart som först beskrevs av Ludwig Pfeiffer 1846.  Rhagada reinga ingår i släktet Rhagada och familjen Camaenidae. Inga underarter finns listade i Catalogue of Life.